# Léon-Philippe Teisserenc de Bort

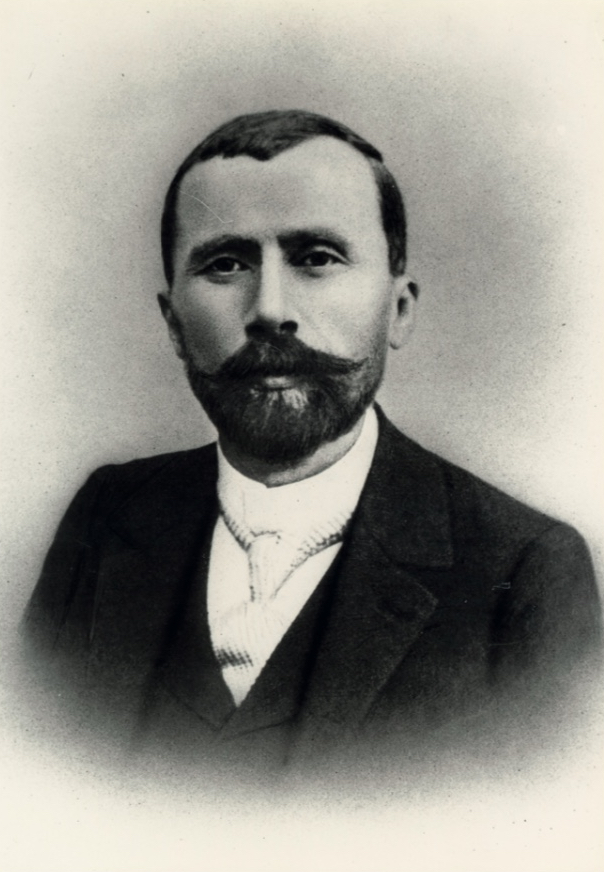

Léon-Philippe Teisserenc de Bort (* 5. November 1855 in Paris; † 2. Januar 1913 in Cannes) war ein französischer Meteorologe und einer der Entdecker der Stratosphäre.

## Leben
Teisserenc de Bort war einer der Wegbereiter der Erforschung der Atmosphäre mit Hilfe von unbemannten Wetterballonen. Mit diesen Flügen identifizierte er in ca. 10 bis 16 km Höhe eine Region in der Erdatmosphäre, in der die Temperatur nicht mehr kontinuierlich absinkt wie in der Troposphäre, sondern Temperaturkonstanz aufweist. Er entdeckte so die Stratosphäre. Etwa zur gleichen Zeit machte der deutsche Meteorologe Richard Aßmann dieselbe Entdeckung.
Zwischen 1892 und 1896 war Teisserenc de Bort der Leiter des Verwaltungszentrums der Nationalen Meteorologie – eine Abteilung der französischen Regierung – in Paris. Nach seinem Rücktritt von diesem Posten baute er in Trappes in der Nähe von Versailles ein privates meteorologisches Observatorium auf. Hier führte er seine Experimente mit hoch fliegenden Wetterballonen durch, die er als einer der ersten zur Erforschung der Erdatmosphäre benutzte.
Nach über 200 Ballon-Experimenten, die er häufig bei Nacht durchführte, um Messfehler durch Strahlungswärme auszuschließen, kam er 1902 zu dem Schluss, dass die Erdatmosphäre aus zwei Schichten besteht. Teisserenc de Bort bezeichnete diese als Troposphäre und Stratosphäre – eine Konvention, die noch heute Gültigkeit hat. Die drei äußeren Schichten Mesosphäre, Thermosphäre (Ionosphäre) und Exosphäre waren außerhalb der Reichweite von de Borts Wetterballons, so dass sie ihm verborgen bleiben mussten.
Seit 1910 war er Mitglied der Académie des sciences.
Nach Teisserenc de Borts Tod im Jahr 1913 vermachten seine Erben das Observatorium dem französischen Staat, so dass seine Forschungsarbeiten fortgesetzt werden konnten.
Der Mondkrater Teisserenc und der Marskrater Teisserenc de Bort wurden 1970 bzw. 1973 nach ihm benannt.

## Film
- Marco Theuerkauf: Meilensteine der Geowissenschaften: Planet aus Sternenstaub... DVD. Drehbuch Jens Jacobsen. Kamera: Peter Bartos. Sprecher: Gert Heidenreich; 60 Min. Hg. P. M. Die Wissensedition, Reihe: Meilensteine, 9. München 2007 EAN 4260121731061[4]